# Antonio De Vito
Antonio De Vito (Corbara, 22 ottobre 1919 – 25 marzo 2006) è stato un avvocato e politico italiano.

## Biografia
Parlamentare esclusivamente nella terza legislatura, fu autore alla Camera di 6 interventi e 29 progetti di legge. Morì nel 2006.

## Incarichi
III Legislatura della Repubblica italiana
- IX Commissione lavori pubblici. Membro dal 12 giugno 1958 al 15 maggio 1963.
- XIV Commissione igiene e sanità pubblica. Membro dal 12 giugno 1958 al 30 giugno 1959.